# Municipio de Lincoln (condado de Harrison, Iowa)
El municipio de Lincoln (en inglés: Lincoln Township) es un municipio ubicado en el condado de Harrison en el estado estadounidense de Iowa. En el año 2010 tenía una población de 146 habitantes y una densidad poblacional de 1,57 personas por km².

## Geografía
El municipio de Lincoln se encuentra ubicado en las coordenadas 41°49′15″N 95°44′20″O / 41.82083, -95.73889. Según la Oficina del Censo de los Estados Unidos, el municipio tiene una superficie total de 93.27 km², de la cual 92,82 km² corresponden a tierra firme y (0,48 %) 0,45 km² es agua.

## Demografía
Según el censo de 2010, había 146 personas residiendo en el municipio de Lincoln. La densidad de población era de 1,57 hab./km². De los 146 habitantes, el municipio de Lincoln estaba compuesto por el 99,32 % blancos, el 0,68 % eran de otras razas. Del total de la población el 1,37 % eran hispanos o latinos de cualquier raza.